# Norman Prenn
Norman Prenn (* 26. September 1985 in Lienz) ist ein ehemaliger österreichischer Fußballspieler auf der Position eines Verteidigers der beim FC Red Bull Salzburg zu einem Bundesligaeinsatz kam. 

## Karriere
Norman Prenn begann 1995 mit 10 Jahren das Fußballspielen beim SV Stall in Kärnten. Nach einem kurzen Zwischenstopp beim FC Mölltal spielte er wieder bis 2001 beim SV Stall. 2001 wechselte er zum SV Spittal/Drau, einem Verein aus der Regionalliga West. Dort spielte er insgesamt 5 Jahre und erlebte mit dem Verein Höhen und Tiefen, so wie in der Saison 2003/04 als man nur durch den Rückzug anderer Mannschaften den Verbleib in der Regionalliga fixieren konnte. Nach einer starken Saison 2005/06, in der man nur knapp den Aufstieg verpasste, wechselte er zu den Red Bull Juniors nach Salzburg. Mit den Mozartstädtern konnte er auf Anhieb in die Erste Liga aufsteigen und feierte am 1. Dezember 2007 auswärts gegen SK Rapid Wien sein Bundesliga-Debüt. In der darauf folgenden Winterpause durfte er mit der Kampfmannschaft mit nach Dubai ins Trainingslager. Im April 2009 musste er seine Profikarriere, aufgrund von Abnützungserscheinungen an beiden Hüftgelenken, mit nur 23 Jahren beenden. Er kehrte zurück nach Kärnten und heuerte nur ein Jahr später beim FC Lendorf an. Die Mannschaft spielt derzeit in der Kärntner Liga, der vierthöchsten Spielklasse Österreichs.